# Горин, Александр Владимирович
Александр Владимирович Горин (7 января 1981, Березняговка, Усманский район, Липецкая область) — российский футболист, выступавший на позиции защитника и полузащитника. Выступал в высших дивизионах Украины и России.

## Биография

### Клубная карьера
Воспитанник воронежской СДЮСШОР-15, первый тренер — Духанов Александр Иванович. На взрослом уровне начал выступать в 1999 году в дубле московского «Торпедо», игравшем во втором дивизионе.
В начале 2001 года перешёл в «Кривбасс», дебютировал в чемпионате Украины 17 марта 2001 года в игре против киевского «Динамо». 21 апреля 2001 года в матче против «Металлиста» забил свой единственный гол в высшей лиге, оказавшийся победным в матче (2:1). Всего в чемпионате Украины сыграл 11 матчей и забил 1 гол, и в летнее межсезонье 2001 года вернулся в «Торпедо».
6 апреля 2002 года дебютировал в чемпионате России в составе автозаводцев в игре против «Алании». Всего за два сезона принял участие в 18 матчах премьер-лиги.
В 2004 году перешёл в воронежский «Факел», с которым в том же сезоне стал победителем центральной зоны второго дивизиона. В дальнейшем выступал в первом дивизионе за «Факел», «Шинник», «Носту», «Салют» и «Сибирь». Сыграл более 150 матчей в первом дивизионе.
В 2011 году в возрасте 30 лет завершил спортивную карьеру. После ухода из «Сибири» судился с клубом из-за невыплаты зарплаты.

### Карьера в сборной
В 1998 году в составе юношеской сборной России стал победителем Всемирных юношеских игр в Москве. В 2002—2003 годах сыграл 4 матча в отборочном турнире Олимпиады-2004 за молодёжную сборную страны.